# Hippomedon strages
Hippomedon strages is een vlokreeftensoort uit de familie van de Lysianassidae. De wetenschappelijke naam van de soort is voor het eerst geldig gepubliceerd in 1964 door J.L. Barnard.